# Кораблёва, Дарья Владимировна
Да́рья Влади́мировна Кораблёва (род. 23 мая 1988) — российская легкоатлетка, специалистка по барьерному бегу и спринту. Выступала на профессиональном уровне в 2004—2016 годах, чемпионка России, обладательница бронзовой медали чемпионата Европы среди молодёжи, многократная призёрка первенств всероссийского и международного значения. Представляла Москву. Мастер спорта России международного класса.

## Биография
Дарья Кораблёва родилась 23 мая 1988 года. Уроженка Перми, училась в местной школе № 21.
Занималась лёгкой атлетикой в Москве, проходила подготовку под руководством тренеров Анатолия Фёдоровича Силкина и Татьяны Васильевны Решетниковой. Представляла всероссийское физкультурно-спортивное общество «Динамо». Окончила Российский государственный университет физической культуры, спорта и туризма (2009).
Первых серьёзных успехов на международном уровне добилась в сезоне 2004 года, когда в составе российской сборной одержала победу в беге на 400 метров с барьерами в юношеской матчевой встрече со сборными Украины и Белоруссии в Киеве, а также в матчевой встрече со сборными Германии, Испании и Польши в Быдгоще.
В 2006 году в той же дисциплине выиграла серебряную медаль на чемпионате России среди юниоров в Туле, дошла до полуфинала на юниорском мировом первенстве в Пекине.
В 2007 году выиграла серебряную медаль на чемпионате России среди юниоров в Сочи, заняла четвёртое место на юниорском европейском первенстве в Хенгело, отметилась победами на Мемориале Владимира Куца в Москве и в юниорской матчевой встрече со сборными Латвии, Белоруссии и Украины в Валмиере.
В 2008 году стала серебряной призёркой на молодёжном всероссийском первенстве в Челябинске и на международном старте в Бордо, выступила на чемпионате России в Казани.
На молодёжном чемпионате Европы 2009 года в Каунасе завоевала бронзовую награду, уступив только британкам Перри Шейкс-Дрейтон и Эйлид Чайлд. Также в этом сезоне получила серебро на Атлетических играх в Копенгагене.
В 2010 году выиграла серебряные медали на Кубке России в Ерино и на молодёжном всероссийском первенстве в Чебоксарах, финишировала пятой на чемпионате России в Саранске, победила на молодёжной Всероссийской Спартакиаде в Саранске.
На чемпионате России 2011 года в Чебоксарах вновь пришла к финишу пятой.
В 2012 году среди прочего взяла бронзу на Мемориале братьев Знаменских в Жуковском.
В 2014 году стала бронзовой призёркой на командном чемпионате России в Сочи, бронзовой призёркой на Мемориале Знаменских в Жуковском.
На чемпионате России 2015 года в Чебоксарах с личным рекордом 55,69 превзошла всех соперниц в финале бега на 400 метров с барьерами и завоевала золотую награду. Также в вместе с московской командой стала победительницей в программе эстафеты 4 × 400 метров.
В 2016 году взяла бронзу на всероссийских соревнованиях в Ерино и на командном чемпионате России в Сочи, показала четвёртый результат на чемпионате России в Чебоксарах. По окончании сезона завершила спортивную карьеру.
За выдающиеся спортивные достижения удостоена почётного звания «Мастер спорта России международного класса».
Замужем за известным копьеметателем Сергеем Макаровым, дочери Дарья и Александра. Работает тренером в собственной школе бега в Москве.